# Apple II
L'Apple II (a volte trascritto come Apple ][ o Apple //) è un home computer prodotto da Apple, tra i primi realizzati su scala industriale a riscuotere un enorme successo commerciale: complessivamente si stima ne siano stati venduti quasi 5 milioni di esemplari. È considerato il computer che più di ogni altro ha influenzato il mondo degli home computer ed è anche il computer più longevo di tutti i tempi: presentato il 16 aprile 1977 durante la prima edizione della Fiera del computer della West Coast di San Francisco (Stati Uniti) e messo in commercio il 10 giugno 1977, è rimasto in vendita fino alla fine del 1993. Il modello più commercializzato è stato l'Apple IIe, prodotto da maggio 1983 a novembre 1993.

## Storia

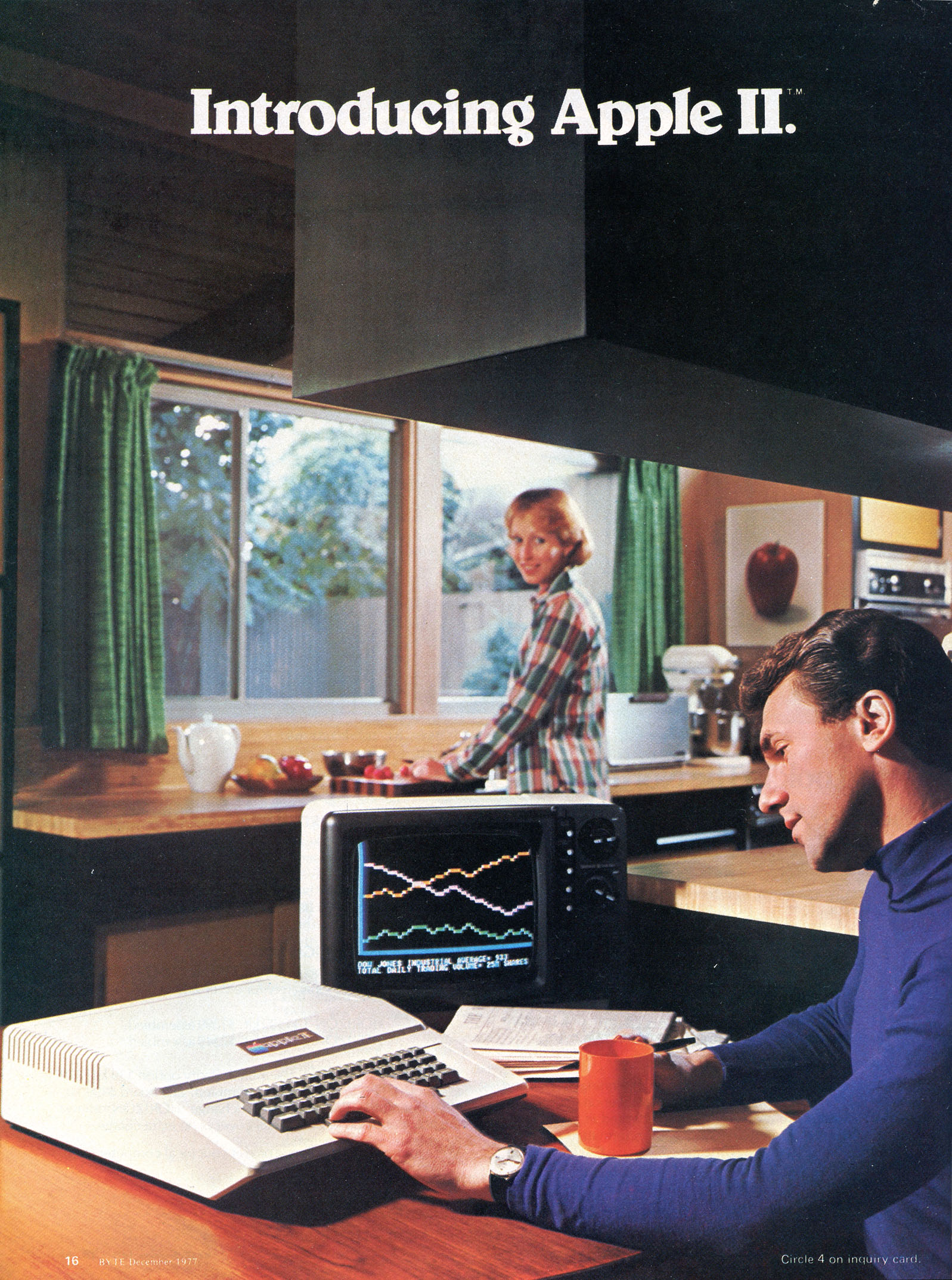
La pubblicità dell'Apple II - Byte, 1977

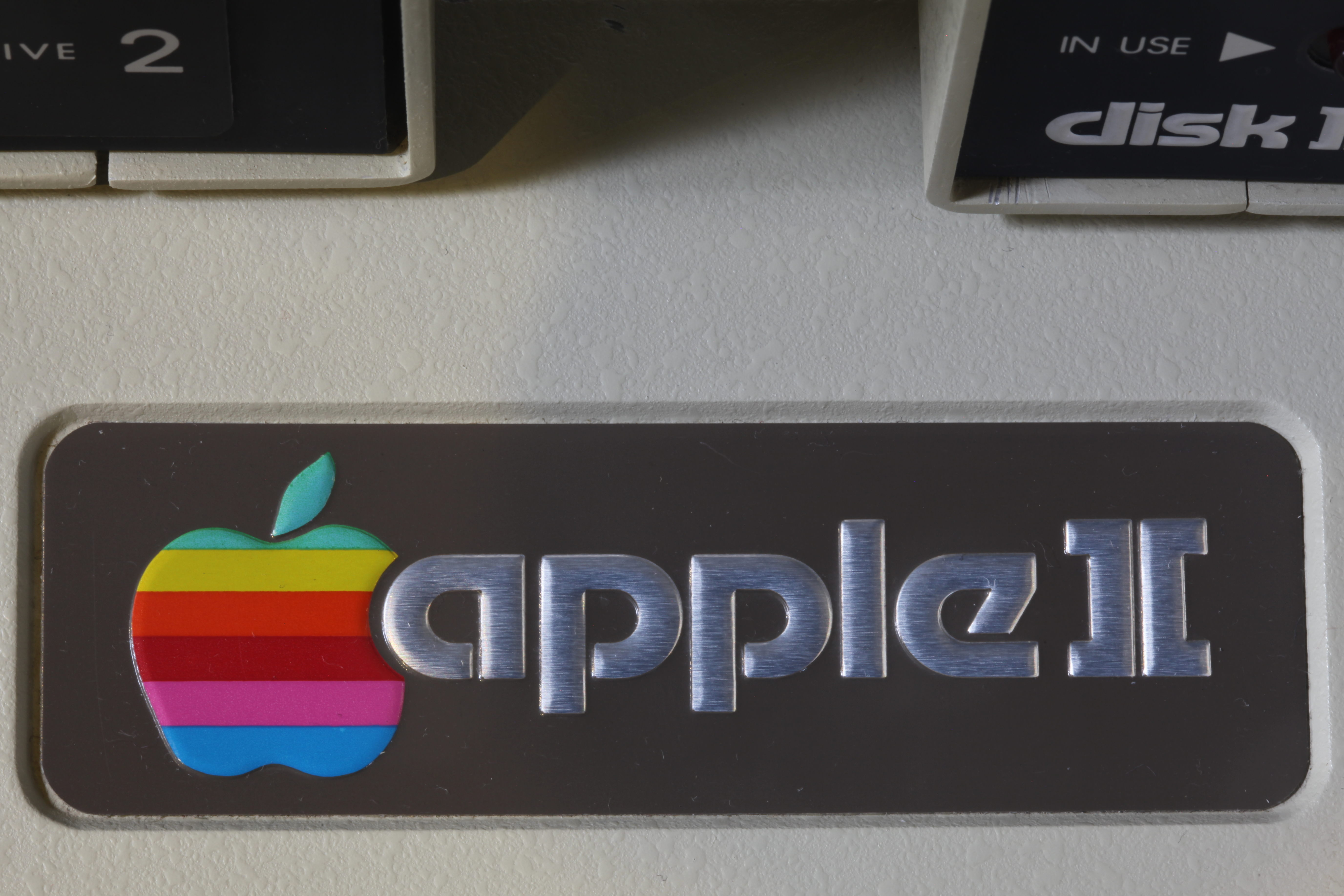
Il nuovo logo colorato di Apple, a richiamare la capacità dell'Apple II di generare grafica a colori

Nel 1976 i due fondatori della Apple, Steve Jobs e Steve Wozniak, costruiscono nel loro garage l'Apple I, un microcomputer appetibile ad un pubblico di appassionati di elettronica essendo composto unicamente dalla scheda madre principale. Chi lo acquista deve poi collegarci un alimentatore, una tastiera per inserire i programmi, un televisore per visualizzare l'immagine ed eventualmente un registratore a cassette per salvare i dati. Le vendite, nonostante tutto, vanno bene portando 50.000 dollari nelle casse di Jobs e Wozniak, ed il successo dell'Apple I attirò un investitore, Mike Markkula, che entra nella neonata azienda versando 250.000 dollari. Grazie a questi soldi è possibile trasformare quel computer in un prodotto molto più raffinato e commerciabile: Jobs, infatti, desidera rendere l'informatica accessibile a tutti, realizzando un computer utilizzabile da chiunque che funzioni appena tolto dalla scatola. Questo computer si chiama Apple II, probabilmente il primo computer veramente user-friendly.
Wozniak lavora quindi al progetto dell'Apple I aggiungendo le caratteristiche che servono per migliorarlo, come la visualizzazione delle immagini a colori ed il suono. Curiosamente, queste caratteristiche sono elaborate da Wozniak mentre cerca di capire cosa mancasse al primo computer per far funzionare il videogioco Breakout, al cui sviluppo, tempo prima, ha lavorato quando ha già collaborato con Atari. Per far sì che il computer sia veramente pronto all'uso si decide di racchiudere tutta l'elettronica in un unico contenitore. Per lavorare al progetto viene incaricato il progettista Jerry Manock che realizza il contenitore in modo da accogliere la scheda madre sotto alla tastiera: il corpo centrale del computer è più alto per lasciare lo spazio necessario all'alloggiamento delle schede di espansione, da inserirsi in slot interni. Per dare comunque un'idea di snellezza al computer, la parte su cui è posizionata la tastiera viene inclinata: in questo modo anche la digitazione risulta comoda, come su una macchina da scrivere. L'Apple II è inoltre il primo computer ad adottare un contenitore in plastica al posto di quelli in metallo in uso fino ad allora, per poter assecondare meglio le forme stilistiche del progetto. I primi modelli sono realizzati con plastica tinta di beige, ma dopo alcuni mesi inizia la produzione in ABS: ecco perché i primi modelli hanno nel corso degli anni perso la verniciatura e mostrano la plastica chiara sottostante. Viene anche scelto un nuovo logo per l'azienda al posto di quello precedente, raffigurante Isaac Newton sotto ad un albero di mele. È contattata la società pubblicitaria Regis McKenna Agency ed il grafico Rob Janoff disegna, sotto la supervisione di Jobs, una mela stilizzata con un "morso" mancante e 6 bande colorate orizzontali, aggiunte per richiamare la capacità dell'Apple II di renderizzare grafica a colori. Il nuovo logo è inserito sulla targhetta con il nome del computer.
Il computer è pubblicizzato sulle riviste con una illustrazione che mostra un uomo seduto in cucina al lavoro su un grafico azionario visualizzato dall'Apple II su uno schermo a colori ed una donna, in secondo piano, che gli sorride mentre sbriga alcuni lavori domestici: si tratta del primo personal computer al mondo fatto su scala industriale.

## Hardware

### Caratteristiche tecniche
- CPU: MOS Technology 6502
- Frequenza di clock: 1 MHz
- RAM: da 4 a 48 kB di RAM dinamica
- ROM: 12 kB
- Modalità video: 
  - testo: 40×24 caratteri a 16 colori
  - grafica: 280×192 pixel a 4 colori
- Porte di espansione interne: 8
- Porte di espansione esterne: uscita video, porta joystick, connettori IN/OUT per registratore a cassette
- Audio: altoparlante integrato
- Software integrato: monitor (assembler/disassembler e gestione del prompt dei comandi), Integer BASIC, SWEET 16 (un emulatore di una CPU a 16 bit)
- DOS disponibili: Apple DOS, ProDOS, Apple Pascal, CP/M (questi ultimi 2 mediante scheda di espansione)

L'Apple II è dotato di un microprocessore MOS 6502 funzionante alla frequenza di 1 MHz. La memoria RAM di serie ammonta a 4 kB, espandibili fino a 48 kB grazie a 3 zoccoli su cui è possibile installare chip da 4 o 16 kB l'uno. I primi 4 kB di RAM devono essere sempre presenti perché essi vengono utilizzati dal 6502, dalle routine presenti in ROM e per memorizzare il buffer video. Il prezzo di vendita varia a seconda del quantitativo di memoria acquistato: si va da 1.298 dollari per quello con soli 4 kB di RAM fino ad arrivare ai 2.638 dollari del modello con 48 kB, passando per modelli intermedi con 8/12/16/20/24/32/36 kB.
La ROM contiene le routine per gestire il video, un monitor per disassemblare il codice contenuto in memoria e l'Integer BASIC, un interprete BASIC così detto perché capace di effettuare calcoli solo con interi, disponibile fin dall'avvio della macchina.
L'Apple II può generare un'immagine testuale di 40×24 caratteri con 16 colori oppure un'immagine grafica con una risoluzione di 280×192 pixel a 4 colori. Il computer è dotato di serie solo dell'uscita video per il collegamento di un monitor: Jobs decise di non installare il modulatore RF che stavano sviluppando in Apple, e che era necessario per poter collegare l'Apple II direttamente ad un comune televisore domestico, a causa delle interferenze elettromagnetiche che l'apparecchio generava. Successivamente Jobs contattò la M&R Electronics affidandole lo sviluppo di un buon modulatore RF: questo modulatore, denominato "Sup'R'Mods", era acquistabile a parte per 30 dollari dagli utenti che volevano vedere la grafica a colori offerta dal computer sul proprio apparecchio TV.
Il gruppo di alimentazione è un altro punto di forza del computer. Esso è compatto e silenzioso perché non richiede nessuna ventola di raffreddamento. Jobs aveva pensato fin dall'inizio ad un computer silenzioso, che non disturbasse l'utente durante il suo funzionamento: l'adozione dei comuni alimentatori non poteva permettere di ottenere questo risultato per via della rumorosa ventola che era necessaria al loro raffreddamento. Contattò perciò Rod Holt, che realizzò un nuovo tipo di alimentatore, detto a commutazione, che non necessitava di nessuna ventola. Questo sistema di alimentazione fu così innovativo che fu poi adottato da molti computer costruiti in seguito.
L'Apple II è dotato nativamente di un'interfaccia per pilotare un registratore a cassette. Il supporto ai floppy disk da 5"1/4 arriva solo nel 1978 con la messa in vendita dell'unità floppy denominata Disk II: il prezzo è di 595 dollari al pubblico, anche se Apple offre l'unità in preordine a 495 dollari prima dell'inizio ufficiale della sua commercializzazione. Il primo disco rigido arriva solo nel 1985: è il ProFile, con capacità di 5 MB (al costo di circa tremila dollari). Il primo lettore di floppy da 3,5" è invece l'Unidisk 3.5", con 800 kB di capacità.

### Cloni
Data la semplicità costruttiva dei primi modelli, in particolare II e II+, nel mondo furono costruiti diversi cloni, alcuni realizzati sotto licenza Apple, molti altri illegali. 
Non c'era necessità di ingegneria inversa e furono centinaia le società a produrre cloni; si conoscono oltre 200 modelli, molti dei quali di provenienza difficile da rintracciare.
I cloni avevano nomi di ogni genere, che talvolta facevano il verso alla "mela" dell'originale con altri nomi di frutta in inglese. Talvolta si mantenevano anche nomi di 5 lettere per consentire una semplice sovrascittura del nome memorizzato in ROM e mostrato nella schermata iniziale.
Le società produttrici erano soprattutto di Taiwan e Hong Kong, ma si fecero notare anche il Brasile, dove il governo all'epoca vietava importazioni di tecnologia di questo tipo, rendendo la produzione di cloni una scelta obbligata; e l'Australia, che produsse un modello più potente dell'originale, il Medfly (non a caso, nome inglese della mosca della frutta che infesta tra l'altro i meli).
In Bulgaria si produsse il Pravetz e in Bosnia il costoso IRIS, adottato dalla compagnia telefonica, dalle scuole e perfino dalle forze armate jugoslave.
In Unione Sovietica si produsse il Lemz Agat, in uso nelle scuole; almeno nelle prime versioni l'Agat non era del tutto compatibile con l'Apple II, ma ci fu un fervido lavoro di adattamento del software esistente per farlo funzionare sull'Agat.
In Italia uno dei cloni più diffusi nell'ambito casalingo fu il Lemon II, lanciato dalla Selcom di Ravenna nel 1981.
Molti cloni vennero migliorati rispetto all'originale, ad esempio con più memoria, tastiere più complete o schede aggiuntive. Tra i casi più famosi c'è la VTech hongkonghese, che produsse con successo prima il Laser 3000 e poi soprattutto il Laser 128, quest'ultimo basato sull'Apple IIc. Si sospetta che l'Apple IIc Plus migliorato fu lanciato dalla Apple proprio per contrastare la popolarità del Laser.
Apple provvide anche a citare in giudizio molte società contro la copia fraudolenta. Tra i casi più noti c'è quello della Franklin Computer Corp. statunitense, che nel 1982 lanciò il clone Franklin Ace 1000, i cui ROM e sistema operativo erano in gran parte una plateale copia; i tecnici Apple vi trovarono addirittura ancora nascosti nel codice i nomi di un proprio programmatore e della Applesoft. Il 12 maggio 1982 iniziò la causa, che nonostante le prove schiaccianti si trascinò a lungo, per via delle leggi sul copyright ancora non aggiornate per l'informatica (il diritto d'autore classico non era applicabile al codice binario, in quanto non leggibile da persone). Alla fine Apple vinse, ma quando riuscì a fermare la vendita dell'Ace 1000 era ormai il 1988, il modello era vecchio e la Franklin ne aveva già venduti in abbondanza. La causa probabilmente ha comunque una sua importanza storica in quanto contribuì a colmare una lacuna legislativa.
I cloni legali ed esplicitamente permessi in licenza dalla Apple furono pochi ed erano varianti rivolte a particolari applicazioni specifiche: l'ITT 2020 della ITT Consumer Products britannica è un modello adatto allo standard PAL dei televisori europei; il Bell & Howell è praticamente un Apple II Plus di colore nero, con delle porte audio-video aggiuntive, pensato per usi didattici.

### Schede di espansione

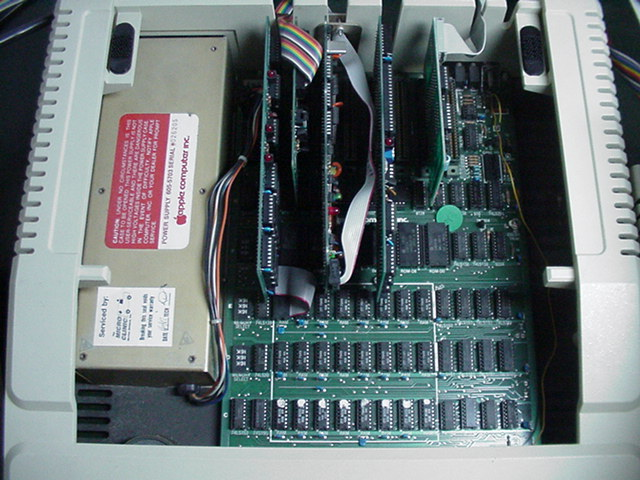
L'interno di un Apple II Plus con alcune schede di espansione

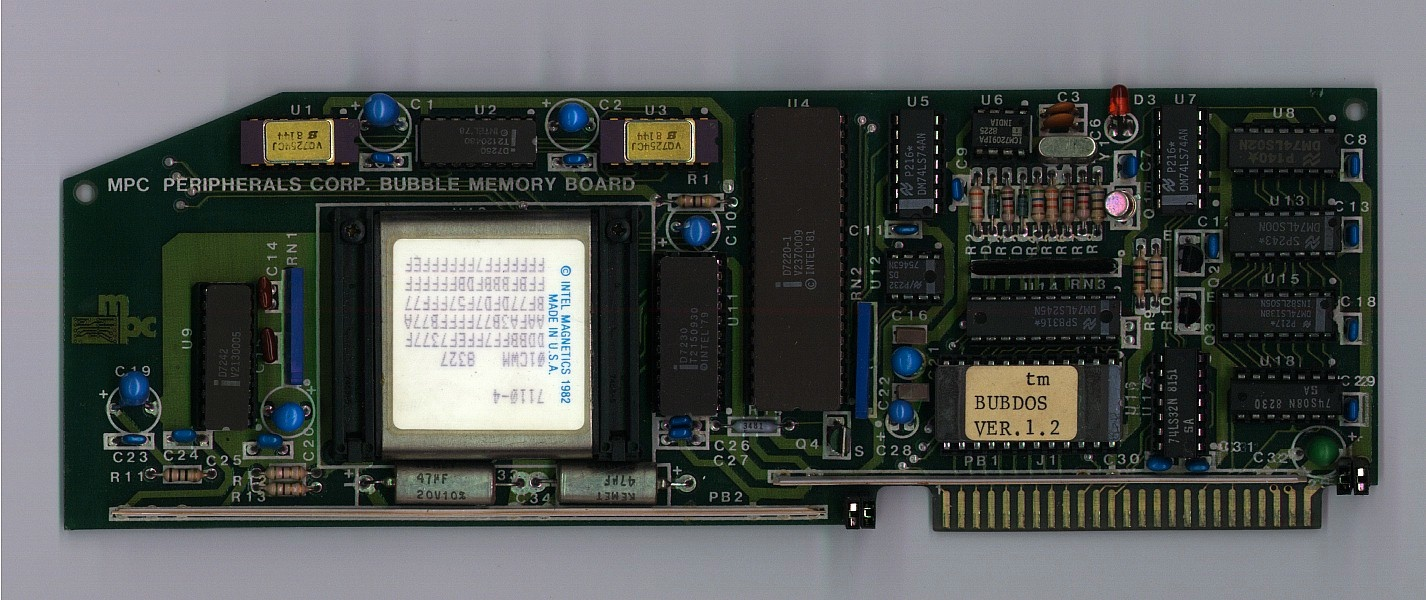
La MPC Peripherals Bubble Memory Board, una scheda con memoria a bolle per l'Apple II

Un punto di forza del computer rispetto ai concorrenti dell'epoca, come il TRS-80 o il Commodore PET, è l'espandibilità: l'Apple II possiede 8 porte grazie alle quali è possibile installare schede di espansione che aggiungono funzionalità alla macchina. Il numero di porte è stato oggetto di discussione all'interno di Apple: Jobs voleva solo 2 porte, una per il modem ed una per la stampante, ma Wozniak insistette affinché le porte fossero 8, dato che la sua precedente esperienza lavorativa nel reparto computer di Hewlett-Packard gli aveva insegnato che gli utenti desiderano sempre qualcosa in più rispetto a quanto offerto di serie da una macchina.
Grazie alle sue porte di espansione, l'Apple II è ampiamente personalizzabile. Tra le prime schede di espansione ad essere prodotte vanno citate: la Apple II Parallel Printer Interface Card, per collegare una stampante (una di esse, la "Silentype", è prodotta direttamente da Apple ed è di tipo a carta termica a rullo); la Apple II Centronics Parallel Printer Card, dedicata a connettere le stampanti Centronics; la Apple II Communications Interface Card, per connettere un modem; la Apple II Serial Interface Card, per collegare periferiche seriali; la Apple II Super Serial Card, che sostituiva la Communication Card e la Serial Card. In seguito arriveranno altre schede, tra cui diverse schede per visualizzare 80 colonne di testo ed altre per aumentare le capacità grafiche dell'Apple II, come la Synetix SuperSprite, che introduce il supporto agli sprite. Diffuse sono anche le schede per aumentare la memoria: tra queste, molto nota è la Apple II Language Card che, oltre ad integrare l'Apple Pascal, permette di portare un Apple II con 48 kB di RAM a 64 kB grazie a 16 kB di memoria aggiuntiva. La Language Card permette anche di utilizzare altri linguaggi di programmazione oltre al BASIC ed al Pascal grazie al fatto che i 16 KB di RAM che monta vanno a sostituire i 16 kB di ROM del computer mediante la tecnica del bank switching, disattivando quindi il BASIC preinstallato. Un'altra famosa scheda è la Microsoft SoftCard, dotata del microprocessore Z80 grazie al quale l'utente può utilizzare sull'Apple II il sistema operativo CP/M ed i suoi programmi.

## Software

### Sistema operativo

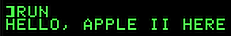
L'output di un programma lanciato sotto Apple DOS

Inizialmente il computer è stato distribuito con solo il software sviluppato da Wozniak integrato in ROM, ossia l'interprete BASIC, il monitor, che permette, tra le altre cose, di lanciare programmi letti da un mangianastri, l'unica periferica di massa disponibile al momento del lancio dell'Apple II, e SWEET 16, un emulatore di una CPU a 16 bit che Wozniak ha utilizzato per semplificare la scrittura di alcune routine in ROM, ad esempio quella per rinumerare le righe dei programmi in BASIC. Il codice a 16 bit è più semplice da scrivere anche se l'emulazione lo rende più lento.
Dopo l'inizio della commercializzazione, Wozniak inizia a sviluppare un'unità a dischi, la Disk II, ma questo compito gli richiede molto tempo e Wozniak e Randy Wigginton, il programmatore che gli sta dando una mano, non ha il tempo di scrivere un DOS molto raffinato perché l'unità deve essere presentata al Consumer Electronics Show nel 1978: il DOS che sviluppano può solo caricare dei file da posizioni fisse del disco. Dopo la presentazione della Disk Il, fu contattata la Shepardson Microsystems per sviluppare un vero DOS: il contratto è stilato ad aprile per una cifra di 13.000 dollari, e la Disk II viene messa in commercio a metà del 1978 in abbinamento con la prima versione del sistema operativo (la 3.1), sviluppato da Wozniak insieme al programmatore Paul Laughton di Shepardson MicroSystems, chiamato Apple DOS.

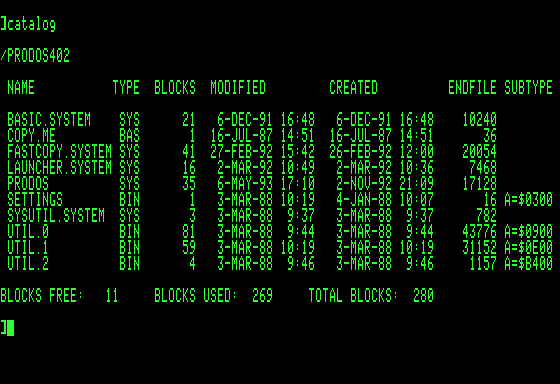
L'elenco dei file di un disco sotto ProDOS

L'ultima versione dell'Apple DOS è stata la 3.3, pubblicata ad agosto del 1980. Dopo l'Apple DOS, la Apple inizia a lavorare ad un nuovo sistema operativo che ne risolvesse i limiti. L'Apple DOS è stato progettato per operare principalmente da BASIC, e se un programmatore vuole accedere al disco da un programma in linguaggio macchina deve fare uso di chiamate a basso livello a funzioni non documentate dell'Apple DOS stesso. Inoltre l'Apple DOS si rivela lento perché ogni byte letto dal disco passa per più memorie buffer prima di essere disponibile al programma che lo aveva richiesto. Infine, l'Apple DOS riesce a gestire solo l'unità a dischi Disk II per il quale è stato progettato: dato che per gestire i primi dischi rigidi disponibili per il computer bisogna applicare delle modifiche all'Apple DOS, diventa impossibile utilizzare più unità diverse sulla stessa macchina dato che le patch applicate per far funzionare un tipo di disco impediscono l'utilizzo di un altro tipo. E ciò era un fattore molto limitante.
La soluzione è il ProDOS, pubblicato nel 1983, un nuovo sistema operativo capace di gestire più tipi di dischi differenti. Il ProDOS deriva dall'Apple SOS, il DOS dell'Apple III: rispetto all'Apple DOS, il ProDOS risulta 8 volte più veloce ed ha un sistema standard di accesso alle unità per cui può gestire tutte le nuove periferiche in circolazione, dai dischi rigidi ai nuovi floppy disk da 3,5". Un'altra modifica introdotta con il ProDOS è stato l'abbandono del supporto all'Integer BASIC dato che il ProDOS si carica in memoria nelle stesse locazioni utilizzate dall'interprete BASIC.
Mediante l'uso delle porte di espansione possono essere installate delle schede che permettono di eseguire altri sistemi operativi. Ad esempio, acquistando la Language Card viene fornito sia il linguaggio di programmazione Pascal sia il sistema operativo Apple Pascal, basato sull'UCSD Pascal creato dall'Università della California, San Diego (UCSD). Apple ha pubblicato quattro versioni di questo sistema, dalla 1.0 alla 1.3 del 1985. Acquistando invece la Microsoft SoftCard, che monta un processore Zilog Z80, il computer può eseguire sia il sistema operativo CP/M sia tutti i software scritti per questo sistema. Il CP/M era all'epoca il sistema operativo di riferimento, essendone state vendute più di 600 000 copie, e la maggior parte dei software erano scritti per il CP/M: supportarlo permetteva quindi l'accesso ad un vasto parco programmi scritti in esclusiva per questo sistema.

### BASIC

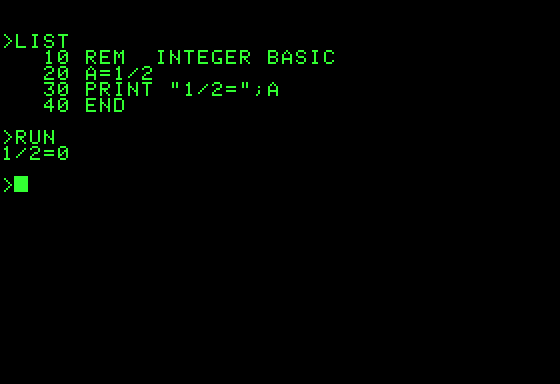
L'output di un programma in Integer BASIC

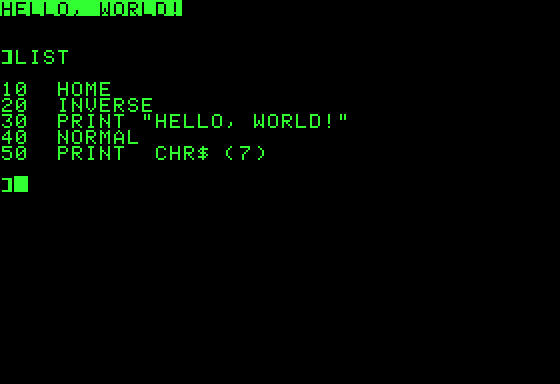
Un programma in Applesoft BASIC

L'Integer BASIC è il linguaggio integrato nel primo modello dell'Apple II. Sviluppato da Wozniak in persona, deve il suo nome al fatto che può operare calcoli solo con numeri interi e presenta inoltre poche funzioni per trattare le stringhe. Entrambi questi fattori erano limitanti per un computer utilizzato come macchina da ufficio. A ciò si aggiungeva il fatto che Apple non aveva pubblicato una documentazione ufficiale dato che non esistevano i sorgenti di questo BASIC, visto che era stato scritto da Wozniak direttamente in linguaggio macchina, perché all'epoca non era ancora disponibile un assembler per il computer: le poche note distribuite da Apple erano riportate sul manuale della macchina ed erano in pratica elaborate dagli appunti di Wozniak. Per ovviare a questi problemi Call-A.P.P.L.E., una rivista dedicata al computer, aveva pubblicato una serie di articoli che illustravano come aggiungere funzioni al linguaggio. Aveva anche pubblicato, previa autorizzazione di Apple, una versione migliorata del linguaggio denominata Integer BASIC + che aggiungeva alcune funzioni avanzate al linguaggio.
L'Integer BASIC fu sostituito dall'Applesoft BASIC, capace di gestire i calcoli in virgola mobile, sviluppato sulla base del Microsoft BASIC. La prima versione dell'Applesoft BASIC fu pubblicata nella seconda metà del 1977: è in pratica la versione del BASIC di Microsoft, senza il supporto alle capacità grafiche dell'Apple II. Agli inizi del 1978 fu pubblicata la seconda versione del linguaggio, modificato dai programmatori Apple per integrare il pieno supporto alle superiori capacità hardware del computer: è stata distribuita sia su nastro che su disco ed integrata anche nella ROM dell'Apple II Plus in sostituzione dell'Integer BASIC.
Il manuale allegato riporta il sorgente assembly commentato del monitor di Wozniak, il BIOS (eseguito col comando "call -151") con capacità di disassemblatore integrato nel sistema; inoltre, nello stesso testo, vi sono descritte molte routine con i parametri da inserire nei registri ed il loro utilizzo. All'epoca circolavano ulteriori manuali con guide all'utilizzo del DOS, locazioni delle variabili in RAM, e uso delle relative routine.

### Applicazioni

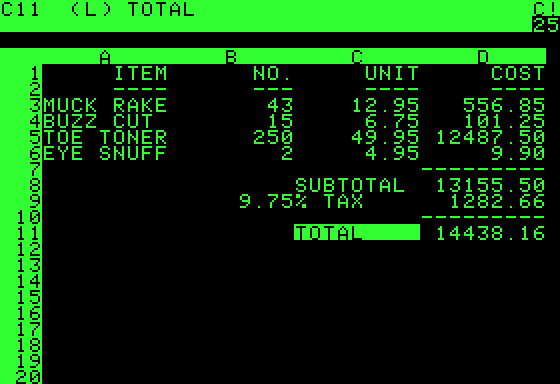
Il foglio elettronico VisiCalc

Ciò che ha fatto la fortuna dell'Apple II è stato il suo parco software: l'idea vincente di Apple rispetto ad altri produttori di computer, come ad esempio Atari che all'epoca produceva dei computer ad 8 bit, fu di rendere pubbliche tutte le informazioni sulle funzioni software della macchina, senza tenerne nascosta nessuna, neanche quelle relative al potente monitor integrato sviluppato da Wozniak stesso.
Questo approccio fece la fortuna di Apple perché permise agli sviluppatori di scrivere programmi di ottima fattura per l'Apple II, sfruttandone a fondo tutte le potenzialità.
Il sistema operativo era in tutto un'estensione del basic e ciò escludeva la possibilità di usare cifre come iniziale nel nome dei programmi
La domanda di chi acquistava un computer in quegli anni era una: "che cosa ci posso fare con questo computer?" Con l'Apple II la risposta era semplice: VisiCalc. VisiCalc fu il primo foglio elettronico disponibile e fu pubblicato inizialmente proprio per l'Apple II. L'importanza di questo programma in ambito aziendale fu talmente elevata che fu VisiCalc stesso che letteralmente faceva vendere l'Apple II: chi voleva utilizzare VisiCalc doveva acquistare l'Apple II. Robert X. Cringley, nel suo libro Accidental Empires, scrive:
(Robert X. Cringley, Accidental Empires)
Tom Hormby ha così commentato l'importanza di VisiCalc per il successo dell'Apple II ma anche di Apple stessa:
(Tom Hormby, VisiCalc and the rise of the Apple II)
Altri programmi da ufficio molto diffusi sono stati Apple Writer, un programma di videoscrittura, e AppleWorks, un insieme di programmi per l'ufficio, entrambi offerti da Apple, ScreenWriter II e EasyWriter. Una caratteristica introdotta da AppleWorks è stato il suo sistema di gestione dei menu del programma, portando il concetto di "scheda" all'interno dei computer: come quando una persona accede alle cartelle contenute in uno schedario cartaceo dove le schede sono messe una di fronte all'altra, così il sistema di menu di AppleWorks rappresenta graficamente le voci dei menu con delle schede stilizzate sovrapposte, in modo da dare all'utente un'idea chiara del percorso che lo ha portato alla voce del sottomenu che sta visualizzando e di cosa c'è prima.

### Interfacce grafiche
Il 6502 non aveva la potenza di calcolo del Motorola 68000 dei computer Macintosh che erano stati presentati nel 1984, perciò la diffusione di programmi con interfacce grafiche ricercate fu limitata. L'approccio era quello aperto da AppleWorks, con interfacce stilizzate e semigrafiche, anche se non mancano dei tentativi di integrare la gestione di un puntatore pilotabile mediante un mouse, come Catalyst di Quark o MouseDesk della francese VersionSoft. Questo sistema fu acquistato da Apple e poi adattato per creare un rudimentale sistema di selezione dei file mediante puntatore per l'Apple IIGS, modellato sulla base del Finder introdotto con il Macintosh.

### Programmi distribuiti
Molti software venivano distribuiti su cassetta oppure su floppy disk come eseguibili avviabili direttamente dal prompt dei comandi ma vi erano anche programmi in BASIC caricabili direttamente dall'interprete integrato. Proprio per la presenza del BASIC in ROM, alcuni software erano anche distribuiti direttamente come codice sorgente: numerose riviste e libri dell'epoca, come BASIC Computer Games e More BASIC Computer Games, presentavano programmi e giochi sotto forma di listati che l'utente poteva digitare sulla propria macchina. In Italia una delle riviste che pubblicava programmi in BASIC sotto forma di listati anche per l'Apple II era PaperSoft.

### Videogiochi
Sebbene in seguito fu surclassato dai computer Commodore e Atari, inizialmente l'Apple II fu un'importante piattaforma da videogioco e rivoluzionò il mercato videoludico domestico negli USA; fu anche il punto di partenza di molti programmatori statunitensi poi divenuti soggetti importanti del settore.
In tutto, probabilmente, vennero pubblicati intorno ai 3000 videogiochi commerciali (per un elenco parziale vedi Videogiochi per Apple II).
Ci fu un'immensa varietà di scelta e su questo sistema nacquero anche molte serie famose. Secondo una selezione fatta dalla rivista Retro Gamer, i dieci più grandi giochi per Apple II sono The Bard's Tale, Pinball Construction Set, The Oregon Trail, Karateka, Choplifter, Ultima I, Lode Runner, Prince of Persia, Beyond Castle Wolfenstein, Taipan!. 
In una selezione successiva vennero nominati anche SunDog: Frozen Legacy, Captain Goodnight and the Islands of Fear, Airheart, Bolo, Sabotage, Aztec, The Bilestoad, Mystery House, Raster Blaster, 3D Docking Mission, Flight Simulator.
I titoli suddetti sono tutti nativi dell'Apple II o in qualche caso di altri computer, ma nel catalogo Apple II non mancarono anche molte buone conversioni di arcade, come Donkey Kong o BurgerTime.

## Modelli successivi

### Apple II plus

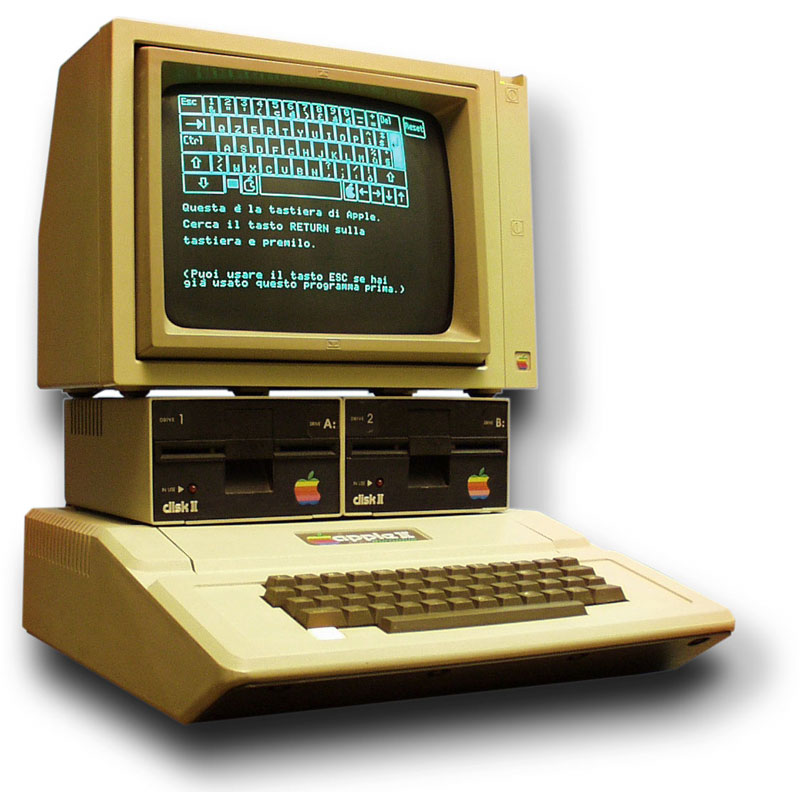
L'Apple II plus

Lanciato nel 1979 ad un prezzo di 1.195 dollari, l'Apple II plus (o Apple II+) si differenzia dal predecessore per alcuni dettagli. Grazie al calo del prezzo delle memorie RAM, la dotazione standard dell'Apple II plus passa a 48 kB: l'utente può comunque comprare il computer con dotazioni inferiori, 16 o 32 kB. Anche il monitor integrato viene sostituito con uno migliorato che supporta meglio l'accesso alle unità Disk II. Viene poi inserito un nuovo sistema di avvio della macchina ("Autostart ROM") che, all'accensione o dopo un reset, esegue una scansione di tutte le porte di espansione: se trova una scheda di gestione di un'unità a dischi Disk II, passa ad essa il controllo e la scheda può così avviare la lettura del floppy disk eventualmente presente nell'unità e permettere all'utente di avviare un'applicazione memorizzata su disco con pochi interventi. Un grande cambiamento è l'adozione dell'Applesoft BASIC al posto del precedente Integer BASIC. I colori in modalità grafica passano da 4 a 6.
Apple pubblica anche una speciale scheda di espansione denominata Applesoft Firmware board dedicata ai possessori della prima versione dell'Apple II: la scheda permette di beneficiare di alcune delle migliorìe del Plus senza dover cambiare tutto il computer. La scheda ha alcuni limiti, ad esempio, se si utilizza l'Integer BASIC non si può utilizzare l'Applesoft BASIC e viceversa, per via del fatto che la scheda disattiva il banco ROM su cui è scritto il primo interprete per abilitare la memoria su cui ha installato il secondo. Il passaggio dall'uno all'altro cancella anche il programma in memoria. L'utente sa con quale BASIC sta lavorando grazie al prompt visualizzato: se sullo schermo compare il simbolo > è attivo l'Integer BASIC mentre se compare il simbolo ] è in esecuzione l'Applesoft BASIC.

#### Bell & Howell

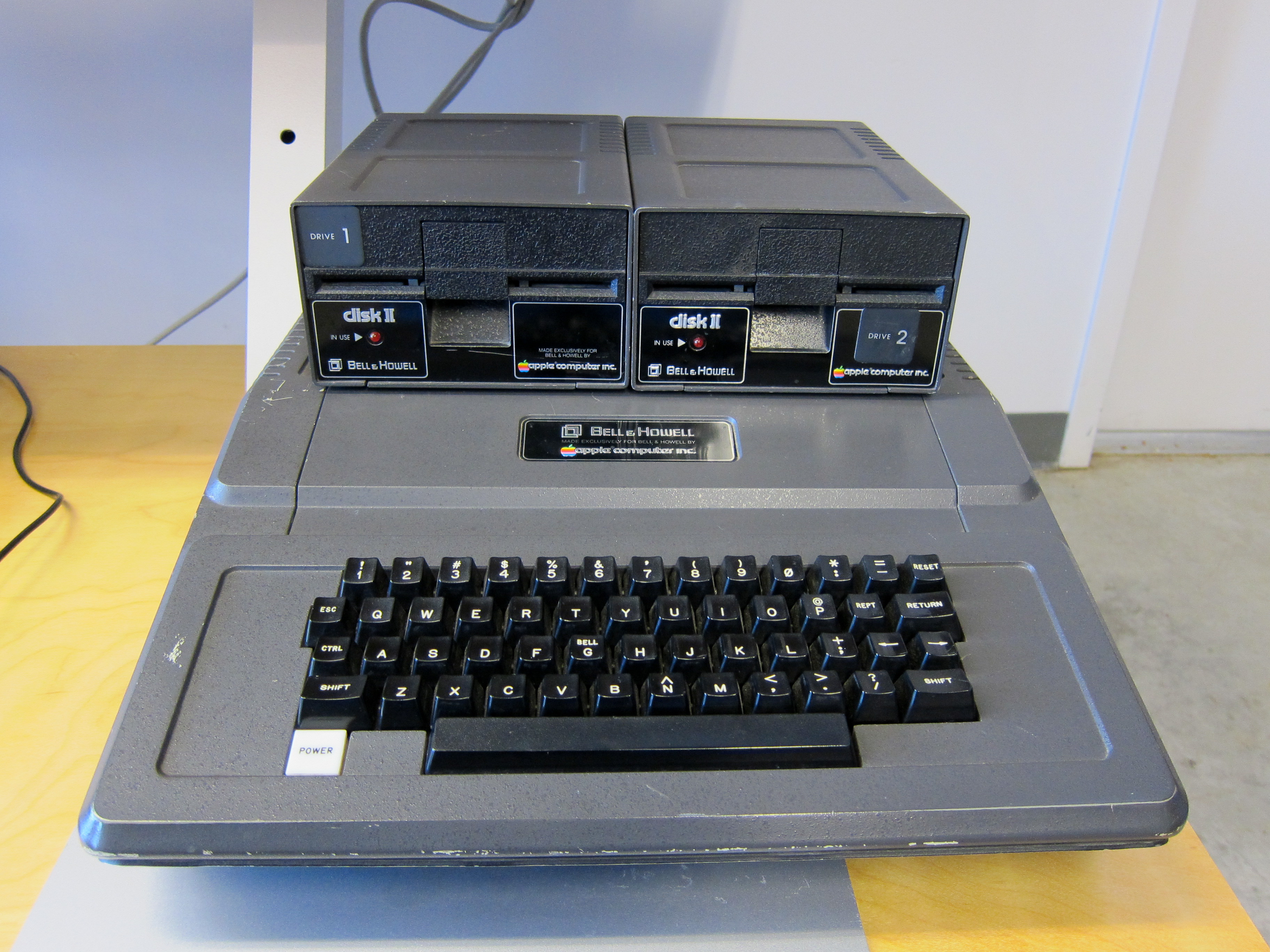
L'Apple II+, con due unità Disk II, distribuito da Bell & Howell

Bell & Howell stringe un accordo per la distribuzione dell'Apple II plus con il proprio nome (un accordo simile lo aveva stretto anche per il precedente modello). L'Apple II plus di Bell & Howell si distingue per il case di colore scuro con tasti neri e per un profilo aggiunto posteriormente dove sono riportati 3 ingressi audio e 2 connettori per alimentare altre periferiche. Anche il Disk II è offerto sotto il marchio Bell & Howell nello stesso colore scuro del computer principale.

#### Apple II Europlus e J-Plus

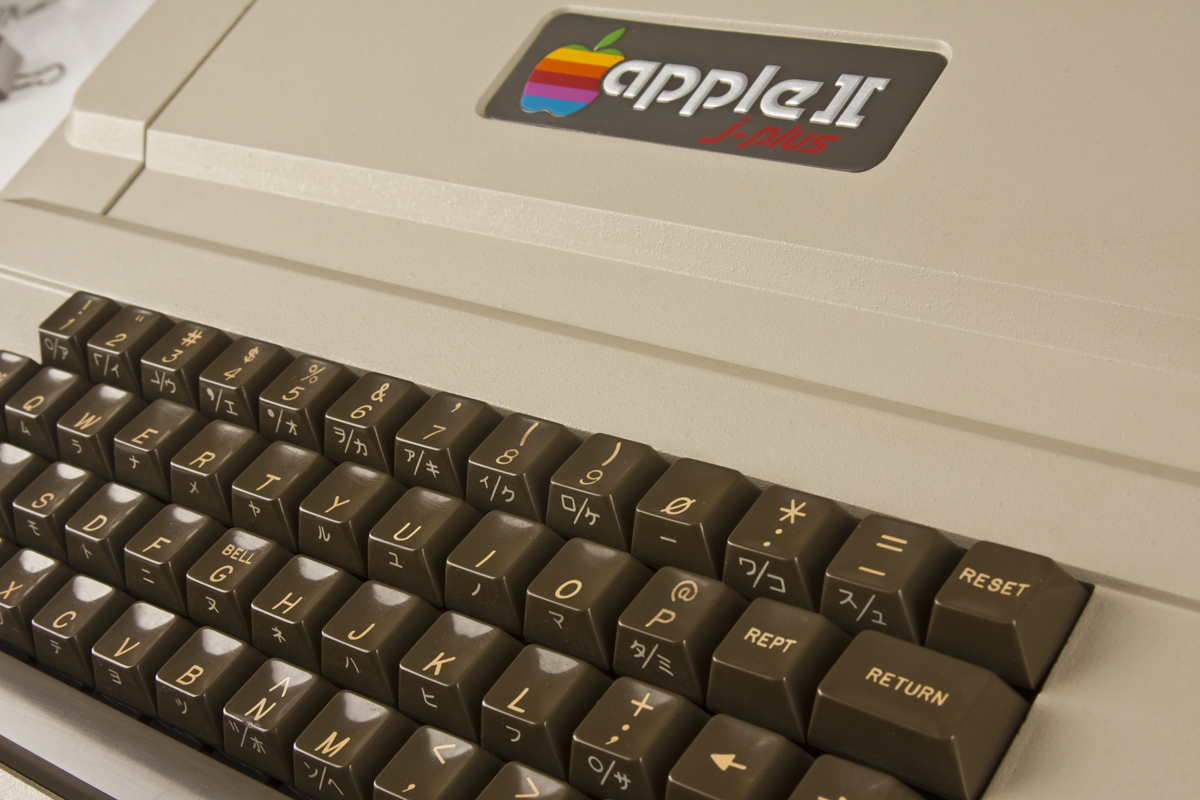
La tastiera dell'Apple II j-plus

Sono versioni del II plus adattate per il mercato europeo e australiano (Apple II Europlus) e per quello giapponese (Apple II J-Plus). Per la versione europea è stato modificato il segnale video, da NTSC a colori a PAL in bianco e nero: la perdita del colore è dettata dal fatto che il metodo utilizzato da Wozniak per ottenere un segnale NTSC a colori non è applicabile al formato PAL, che ha un segnale molto più complesso. Per avere la grafica a colori sull'Apple II europlus era necessaria una scheda di espansione.
Presentata a luglio del 1980, la versione giapponese è stata modificata nella gestione della tastiera per poter inserire i caratteri dell'alfabeto Katakana (quello Kanji non è stato implementato per motivi di limiti tecnici della macchina) ed è stata dotata di una ROM specifica denominata j-plus. Venduto al prezzo di 358.000 yen, ha avuto uno scarso successo: si stima che ne siano stati venduti solo 2.000 esemplari.

### Apple IIe

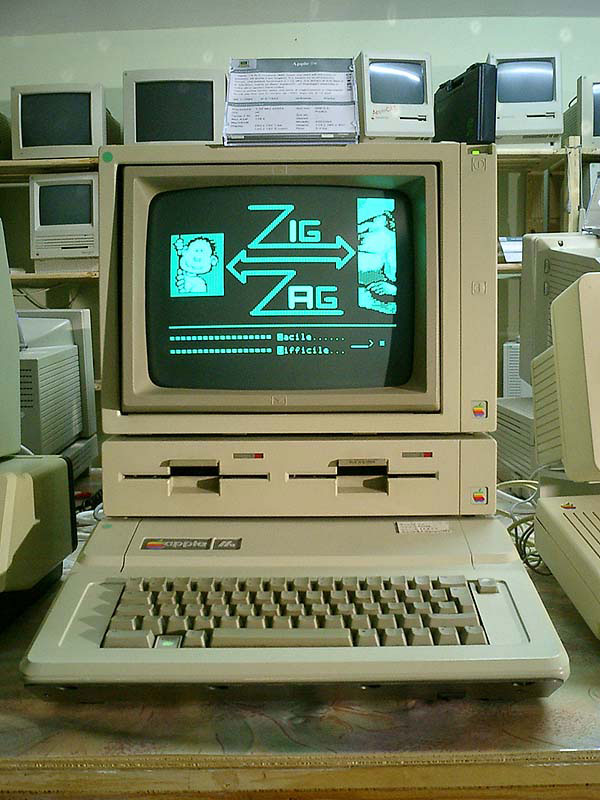
L'Apple IIe con l'unità DuoDisk

Nonostante le vendite dell'Apple II andassero molto bene, piuttosto che migliorarlo in Apple si decise di sviluppare un nuovo computer. Quando l'Apple III arrivò in commercio, nel 1980, non fu accolto molto positivamente: le vendite furono inferiori a quanto atteso mentre l'Apple II continuò ad essere molto richiesto. Solo allora fu deciso di provvedere ad aggiornare l'Apple II. Il progetto fu avviato con il nome Diana poi cambiato in LCA, da Low Cost Apple: l'intento era quello di ridurne i costi di produzione utilizzando un minor numero di componenti. Il risultato fu l'Apple IIe, la "e" sta per enhanced (migliorato), presentato a maggio del 1983 e prodotto, comprese le varianti successive, fino alla fine del 1993. L'Apple IIe è stato il computer più longevo della produzione Apple, dato che è stato prodotto per oltre 10 anni di seguito con poche modifiche hardware. È stato anche uno dei maggiori successi di Apple, dato che nel primo periodo della sua commercializzazione ne furono vendute circa 50/70.000 unità al mese, mentre la produzione complessiva è stimata in circa 750.000 esemplari.
Rispetto al precedente modello, l'Apple IIe è dotato di serie di 64 kB di RAM. Un'altra novità è la possibilità di utilizzare le lettere minuscole e maiuscole: i precedenti modelli, infatti, supportano solo le lettere maiuscole. Il computer inoltre vede lo slot 0 di espansione modificato: adesso è denominato "Auxiliary Slot" ed è riservato all'utilizzo di due speciali schede di espansione che offrono anche il supporto alla modalità ad 80 colonne. Queste schede sono la 1K 80-Column Card, che offre 1 kB di memoria RAM aggiuntiva per mappare l'area video per le 40 colonne aggiuntive, e la 64K Extended 80-Column Card, che offre ulteriori 64 KB di RAM, per portare il totale di memoria del computer a 128 KB. In seguito sono state prodotte da terzi delle espansioni in grado di portare la memoria fino ad 1 MB ed oltre. La possibilità di indirizzare più di 64 KB di memoria (un limite fisico della CPU MOS 6502) è stata risolta con modifiche al firmware del computer per supportare nuovi meccanismi di bank switching.
Insieme alle 80 colonne in modalità testo sono disponibili anche 2 nuove risoluzioni grafiche: 560×192 pixel in bianco e nero, e 140×192 pixel a 16 colori. Con l'Apple IIe è stato introdotto il DuoDisk, un doppio lettore di floppy disk da 5,25" creato per essere collocato fra monitor e computer.
Nel 1985 il IIe diventa Enhanced IIe, con alcune modifiche hardware atte a renderlo più compatibile con l'Apple IIC e l'Apple II plus. La modifica viene venduta anche come kit di aggiornamento per i possessori del modello IIe originale e consta del nuovo processore WDC 65C02 al posto del MOS 6502, di 2 chip con le nuove versioni dell'Applesoft BASIC e del monitor, e di un altro chip contenente una nuova mappa dei caratteri con i 32 nuovi caratteri grafici denominati MouseText introdotti con l'Apple IIc.
Nel 1987 l'Enhanched IIe viene sostituito dal Platinum IIe, che è dotato di un involucro aderente alle nuove linee stilistiche, denominate Platinum, che Apple utilizza per i propri prodotti di quel periodo. Il Platinum IIe presenta un tastierino numerico integrato e internamente monta la 64K Extended 80-Column Card, così che la memoria di serie è ora di 128 kB. Altre modifiche riguardano la riduzione degli integrati: la ROM è adesso contenuta in un unico chip, così come uno è quello che ospita i 64 kB di RAM.

### Apple IIc

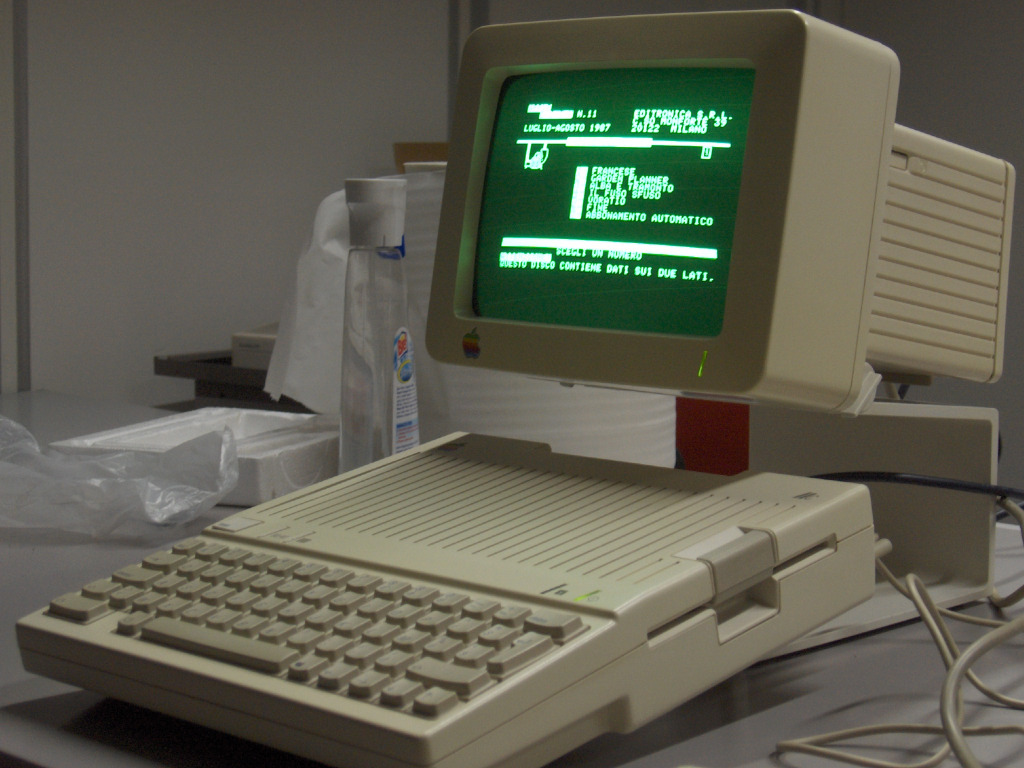
L'Apple IIc

L'Apple IIc (la "c" sta per compact, "compatto"), presentato nel mese di aprile del 1984, è stato pubblicizzato come un "Apple II portatile": pur non essendo paragonabile ad un moderno notebook, data la mancanza di un monitor integrato e di un sistema di alimentazione a batteria, possedeva per l'epoca dimensioni e peso ridotti, permettendo di essere trasportato facilmente grazie ad una maniglia retrattile che fungeva anche da supporto quando il computer era in uso.
È stato il primo modello a seguire lo standard di design chiamato "Snow White" (Biancaneve), caratterizzato da un colore bianco o grigio chiaro e dalla presenza di scanalature, elementi che caratterizzeranno la produzione Apple fino all'inizio degli anni novanta.
L'Apple IIc è stato anche il primo Apple II ad utilizzare il processore 65C02 al posto del 6502: la scelta si è resa necessaria per ridurre il calore generato all'interno del computer, dato che il 65C02 consuma meno del MOS 6502. La frequenza di clock della CPU è stata portata a 1,4 MHz, la più alta tra tutti gli Apple II ad 8 bit. Il computer presenta inoltre un lettore di floppy disk da 5,25" integrato e un controller per drive esterni, ideato per un secondo floppy da 5,25" ma utilizzabile anche per uno da 3,5" o per un hard disk. L'uscita video composito è PAL o NTSC; ci sono 2 porte seriali per connettere modem e stampanti, e una porta per un mouse o un joystick. Per contro, le sue dimensioni inferiori hanno costretto Apple a sacrificare gli slot di espansione interni; anche la memoria RAM non è aumentabile al di là dei 128 kB di base. L'Apple IIc permette la visualizzazione di immagini ad 80 colonne, ha capacità di grafica a colori, ed è fornito di un display a fosfori verdi da 9" dotato di un supporto che rialza il monitor permettendo di alloggiare il computer sotto di esso. Internamente presenta 32 nuovi caratteri grafici denominati MouseText ed una ROM con la nuova versione dell'Applesoft BASIC.
Apple produsse anche due monitor LCD da utilizzare con la porta di espansione, ma la scarsa nitidezza e l'alto costo ne decretarono uno scarso successo. Produttori terzi realizzarono monitor LCD con una qualità superiore che ebbero più diffusione.
L'Apple IIc detiene anche un altro primato: è stato infatti il primo computer ad includere il supporto per la tastiera semplificata Dvorak, attivabile tramite un interruttore: questa caratteristica, presente nelle sole versioni americane, è stata in seguito proposta anche nell'Apple IIe e nell'Apple IIGS. Le versioni internazionali sfruttano lo stesso interruttore per variare lo schema di tasti localizzato con quello statunitense.
L'Apple IIc Plus ha sostituito il IIc alla fine del 1988, ed è rimasto in produzione fino al 1990. Venduto ad un prezzo di 675 dollari, è simile come forma e dimensioni al IIc ma si differenzia da quest'ultimo per la presenza di un'unità per floppy da 3,5" al posto di quella da 5,25" e per l'alimentazione, ora inclusa all'interno del case. Il processore 65C02 è stato sostituito con uno Zip Chip, un chip prodotto da Zip Technologies che già era in commercio come ricambio after-market per aggiornare gli Apple II: lo Zip Chip può lavorare a 4 MHz, frequenza necessaria per gestire la maggior velocità con cui l'unità dischi da 3,5" fornisce i dati alla CPU. La memoria RAM minima è di 128 kB, espandibile fino a 1 MB.

### Apple IIGS

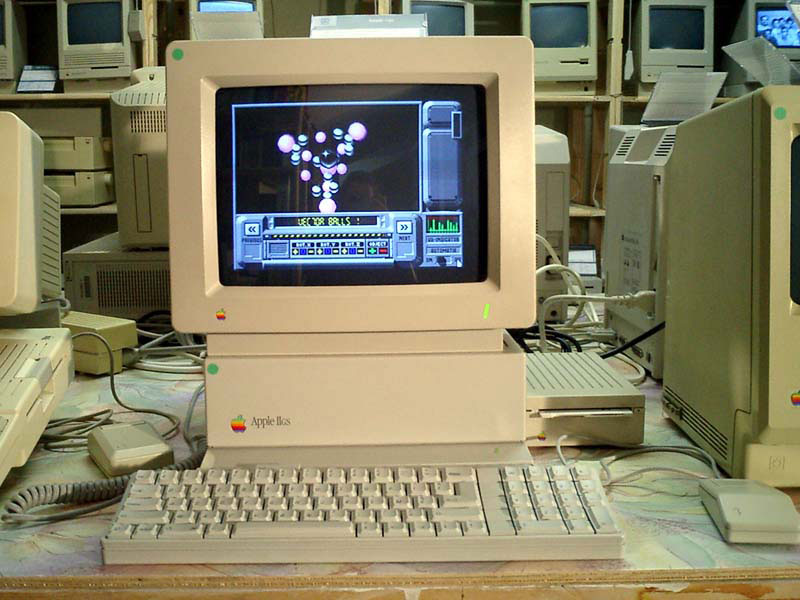
L'Apple IIGS

Con l'Apple IIGS, introdotto nel 1986, la casa di Cupertino ha cercato di contrastare i due home computer di maggiore successo dell'epoca, ovvero l'Amiga e l'Atari ST, producendo una macchina che punta specialmente sulla parte multimediale: le lettere nel nome del computer stanno infatti per "graphics" e "sound".
Radicalmente differente rispetto ai suoi predecessori, il GS può infatti contare su un microprocessore a 16 bit, il 65C816 di Western Design Center operante a 2,8 MHz, e su 256 KB di RAM espandibili fino ad un massimo di 8 MB: tutta la memoria è direttamente accessibile senza ricorrere alla tecnica del bank switching. Introduce nuove modalità video, con alte risoluzioni grafiche di 320×200 o 640×200 pixel e tavolozze di 4.096 colori. Il chip grafico garantisce una gestione molto articolata dell'immagine, permettendo di visualizzare 16 colori diversi per ogni riga dello schermo da 16 tavolozze differenti con lo schermo a 320×200 e 4 colori per riga a 640×200.
Pur presentando un'architettura differente, il GS rimane retrocompatibile con il software specifico per Apple II: questo è garantito dalla presenza di un chip denominato Mega II, che contiene tutte le funzionalità di un Apple IIe, processore escluso. Questo, unito alla emulazione del 65C02 da parte della CPU, permette di sfruttare anche la grande libreria software a 8 bit.
Il computer contiene anche un sintetizzatore audio della Ensoniq compatibile con lo standard MIDI, capace di gestire 15 voci contemporaneamente e dotato di 64 kB di RAM dedicata. Queste capacità audio costarono ad Apple una denuncia da parte di Apple Corps, una società creata dai Beatles, per aver infranto un precedente accordo fra le "due Apple" secondo cui Apple Computer per continuare ad usare il marchio "Apple" per i suoi computer non doveva entrare con i suoi prodotti nel mercato della musica. La disputa si concluse due anni dopo con un accordo privato fra le parti. L'Apple IIgs è dotato di porte per il mouse, per dischi rigidi esterni e dispositivi seriali. Supporta il protocollo di rete AppleTalk e viene fornito con un sistema operativo che inizialmente è il ProDOS 16, una evoluzione del precedente ProDOS, e successivamente il GS/OS, quest'ultimo dotato di un'interfaccia grafica simile a quella del Macintosh.
I primi 50.000 modelli di GS usciti dalla fabbrica sono dotati sul case della firma "Woz", diminutivo di Steve Wozniak, e denominati "Woz Limited Edition".

### Apple IIe Card
La Apple IIe Card è una scheda prodotta per il Macintosh LC che emula un Apple IIe. Contiene tutte le funzionalità dell'Apple IIe in un unico chip VLSI. L'emulazione offre un WDC 65C02 con 256 kB di memoria con un clock selezionabile via software tra 2 MHz, la frequenza nativa dell'Apple IIGS, e 1 MHz, la frequenza degli altri modelli. La scheda può far girare programmi ad 8 bit per l'Apple II/II+, l'Apple IIe e l'Apple IIC/IIC+ ma non il software a 16 bit dell'Apple IIGS. La RAM è divisa in 2 blocchi: i primi 128 kB sono utilizzati come memoria standard mentre gli altri 128 kB sono riservati al caricamento di un'immagine del sistema operativo: il firmware originale degli Apple II non è infatti stato installato sulla scheda. Nonostante la scheda sia stata sviluppata esplicitamente per il modello LC, può essere montata su qualunque Macintosh dotato delle medesime porte PSD.